# Крагалей
Крагалей (др.-греч. Κραγαλεύς) — персонаж древнегреческой мифологии. Сын Дриопа, жил в Дриопиде у «Геракловых вод». Был стар и справедлив. Аполлон, Артемида и Геракл спорили за Амбракию и назначили его третейским судьей. Пастух Крагалей присудил Гераклу город Амбракию, ибо коринфяне происходят от Геракла, за что Аполлон превратил судью в камень. В Амбракии приносят жертвы Аполлону-Спасителю, который позже назван Аполлоном Актийским, он же Аполлон Левкадийский.